# Mystik
 Ikke at forveksle med Mysteriereligion.
Mystik (fra græsk μυστικός (mystikos) "en indviet" i De eleusinske mysterier ) er en religiøs praksis hvor aktøren stræber efter at opnå en særlig mental forbindelse til den transcendente og mere ægte/bedre verden (Unio Mystica). Aktøren oplever, at skellet mellem selvet og omgivelserne forsvinder, og at det smelter sammen med det oplevede. Inden for forskellige religioner kan den mystiske oplevelse have forskellige betegnelser: åndelig bevidsthed, kommunion med eller kontakt til det guddommelige, åndelig sandhed eller gud. Kontakten kan beskrives som intuition, indsigt eller direkte åbenbaring.
Skildringerne af hvad mystikeren oplever, varierer alt efter tradition og rummer erfaringen af en reel virkelighed adskilt fra vores egen, som ikke kan sanses på normal vis, eller at den menneskelige forstand er i stand til at opfatte denne verden på en måde, der ikke kan forklares rent intellektuelt eller logisk. Et almindeligt tema inden for mystiske traditioner er, at hele verden er en sammenhængende enhed, og formålet med den mystiske praksis er at opleve denne enhed som reel. De vigtigste teknikker for at opnå oplevelsen er meditation og kontemplation.

## Mystiske traditioner
- Neoplatonisme
- Gnosticisme
- Kristen mystik
- Tysk mysticisme
- Kabbala inden for jødedom
- Sufisme inden for islam
- Upanishaderne inden for hinduisme
- Buddhisme